# Annika Uvehall
Annika Birgitta Patriksdotter Uvehall Sundberg, född 5 mars 1965 i Umeå och uppvuxen i Holmsund, är en svensk före detta simmare. 
Uvehall tävlade för simklubben Sandviks IK i Holmsund. Hennes tränare var bland annat Rolf Möller och Lennart "Leppe" Sundevall. Hon simmade senare i Kristianstads SLS. 
Blott 15 år ung deltog hon i OS i Moskva. På 4x100 m medley kom svenskorna med Uvehall på ryggsimssträckan på fjärde plats med tiden 4.16,91. Uvehall simmade också 100 meter ryggsim individuellt och kom på 19:e plats med tiden 1.06,33. Hon vann ett SM-guld på 100 meter ryggsim på kortbana 1982.